# Louis De Geer (1854-1935)
Pour les articles homonymes, voir Louis De Geer.
Gerard Louis De Geer af Finspång est un homme d'État libéral suédois né le 27 novembre 1854 à Kristianstad et mort le 25 février 1935 à Kviinge (sv).

## Biographie
Fils de Louis De Geer (1818-1896), il étudie le droit à l'université d'Uppsala avant de se lancer en politique. Il entre au Riksdag en 1901.
Lors des élections législatives de 1920, les scores réalisés par les partis de gouvernement ne sont pas suffisamment importants pour leur permettre de former un gouvernement. Louis De Geer, qui n'est affilié à aucun parti, est choisi comme ministre d'État par le roi Gustave V pour constituer un gouvernement de transition jusqu'aux élections suivantes, prévues pour l'automne 1921. Il démissionne cependant au bout de quelques mois, laissant la place à Oscar von Sydow.